# Fairmount (Indiana)
Fairmount est une ville du comté de Grant, dans l'Indiana, aux États-Unis.

## Histoire

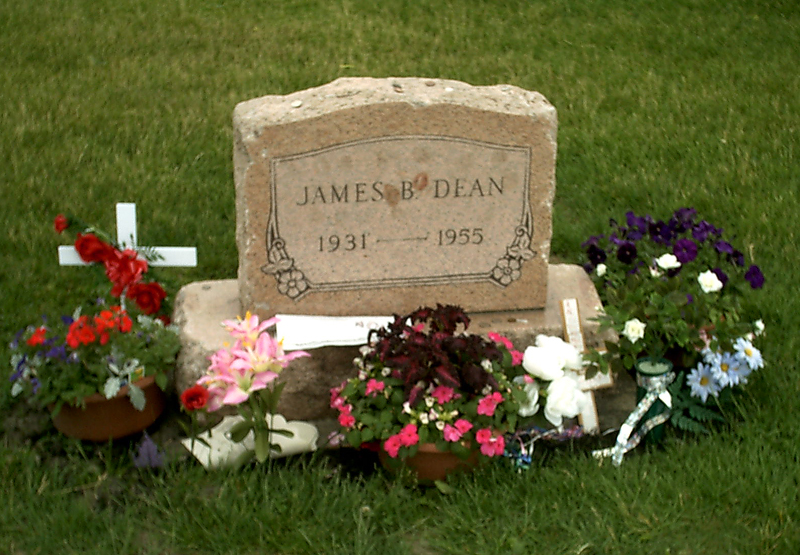
La tombe de James Dean.

La région de Fairmount eut comme population initiale, dans les années 1830, principalement des quakers venus de Caroline du Nord. La ville commença à s’étendre en 1850 et son nom vient du Fairmount Park de Philadelphie. Son existence administrative date de 1870.
Après qu’un important gisement de gaz naturel eut été découvert en 1887, Fairmount devint un centre d’industrie du verre pendant le reste du XIXe siècle. Juste après l’épuisement de la réserve de gaz en 1900, l’industrie automobile créa des usines dans les grandes villes avoisinantes et Fairmount devint une ville-dortoir, retrouvant un peu de son ancienne prospérité.
Dans les années 1940, James Dean vivait avec son oncle dans une ferme au nord de Fairmount. Il fut scolarisé à la Fairmount High School et obtint son diplôme en 1949. À sa mort en 1955, il fut inhumé dans le cimetière de la ville. En 1966, un petit parc au nord du quartier des affaires lui fut dédié.
Profitant de la croissance des années 1960, des bâtiments furent construits : une nouvelle mairie, des usines hydrauliques, une poste et une école primaire. À la fin de la décennie, des zones scolaires furent réunies pour former l’ensemble scolaire de Madison et de Grant. Un nouvel établissement secondaire fut construit pour ce district et celui de Fairmount devint un collège. Quand un nouveau collège fut ouvert en 1986, la High School de Fairmount cessa son activité pour de bon.
Fairmount fut durement touchée par la crise de 1980-1982 qui entraîna une baisse continue d’emplois et la disparition de nombreuses exploitations agricoles. Fairmount jouit encore d’une relative prospérité en dépit des problèmes économiques des villes voisines et d’une hausse constante de sa population.
Le chanteur britannique Morrissey fit un clip à Fairmount sur les pas de James Dean, en insérant dans sa vidéo le collège et la ferme où il vécut.

## Personnalités
- James Dean, acteur, y est inhumé ;
- Jim Davis, auteur de bandes dessinées.